# Skócia uralkodóinak listája

A skót királyi címer az 1603-ig használt formában

A mindenkori skót uralkodó a Skót Királyság feje volt. A hagyományok szerint az első skót király Kenneth MacAlpin (Cináed mac Ailpín) volt, aki 843-ban megalapította a független államot, bár ez az állítás komoly történészek szerint nem tartható. A skót és a pikt királyság közötti megkülönböztetés is inkább csak a késő középkori mítoszok szüleménye. Hozzájárultak ehhez azok a félreértések, amelyek az elnevezések módosulásából adódtak. Például a Rex Pictorum (a piktek királya) kifejezés ri Albanná (Alba királya) vált II. Donald idejében, mikor – a 9. század vége táján – a krónikák latinról anyanyelvre váltottak. Ekkoriban az Alba megnevezés a skót gael nyelvben már inkább a pikt királyságra vonatkozott, mintsem Britanniára (melyre korábbi jelentése utalt).
A Pikt Királyságra hivatkoztak aztán a skót gael nyelvben Alba Királyságként, míg az angolok ugyanerre a Skót Királyság megnevezést használták. Ez a nyelvi megkülönböztetés napjainkig fennmaradt. Legkésőbb a 11. század végére a skót királyok latinul már rex Scotorum néven említették magukat. A „skótok királya” cím használata 1707-ben szűnt meg, mikor az angol és a skót királyság egyesülésével létrejött Nagy-Britannia. Anna királynő volt Skócia és egyben Anglia utolsó, valamint Nagy-Britannia első uralkodója. A két királyság 1603 – „a koronák egyesítése” – óta osztozott a királyokon, és II. Károly volt az utolsó skót uralkodó, akit Skóciában koronáztak meg (Scone, 1651).

## A királyi házak
Bár a genealógusok a skót uralkodókat – a kontinentális Európában használatos dinasztia mintájára – királyi házak-ba sorolják be, úgy tűnik, hogy a skót királyok és királynők valamennyien Dál Riata legendás alapítójáig, az állítólagosan az 5. században uralkodott Fergus Mórig, illetve unokájáig Gabrán mac Domangairtig és testvéréig Loarn mac Eircig vezetik vissza családfájukat. A feljegyzések szerint VI. Jakab kijelentette, hogy ő „Fergus ágából származó uralkodó”. A polgárháború utáni interregnumot követően, mikor II. Károly alatt helyreállították az angol, skót és ír királyságot és megbízták a festő Jacob de Wetet Skócia múlt és regnáló királyainak megfestésével, a sorozat Fergus Mórral kezdődött.

## Skócia uralkodóinak listája

### Az Alpin-ház (848–1034)
Az Alpin-ház első uralkodója Kenneth MacAlpin volt. Leszármazottai két ágra szakadtak és a korona e két ág között vándorolt. Az egyik ágból származó király halála után a másikból származó trónkövetelő nem riadt vissza gyilkosságtól vagy a háborútól sem. Az Alpin-ház utolsó királya II. Malcolm volt, uralkodása során ügyesen letört minden ellene irányuló szervezkedést, sőt – mivel fia nem született – a koronát sikerrel örökítette át leánya fiára, I. Duncanre, aki aztán megnyitotta a Dunkeld-házból való királyok sorát.
| Kép | Uralkodói név (a mai skót megfelelővel)                             | Skót gael név                      | Helye a dinasztiában                                      | Uralkodott   | Cím                                                                | Becenév, gúnynév                    |
| --- | ------------------------------------------------------------------- | ---------------------------------- | --------------------------------------------------------- | ------------ | ------------------------------------------------------------------ | ----------------------------------- |
|     | I. Kenneth (Coinneach mac Ailpein) (kb. 810 – 858. febr. 13.)       | Cináed mac Ailpín Ciniod m. Ailpin | Dal Riata királyának, Alpinnak a fia                      | 843/848–858. | Rex Pictorum („a piktek királya”)                                  | An Ferbasach, „Hódító”              |
|     | I. Donald (Dòmhnall mac Ailpein) (kb. 812 – 862. ápr. 13.)          | Domnall mac Ailpín                 | Dal Riata királyának, Alpinnak a fia, I. Kenneth testvére | 858–862.     | Rex Pictorum („a piktek királya”)                                  | –                                   |
|     | I. Konstantin (Còiseam mac Choinnich) (kb. 836 – 877)               | Causantín mac Cináeda              | I. Kenneth fia                                            | 862–877.     | Rex Pictorum („a piktek királya”)                                  | An Finn-Shoichleach, „Jótevő”       |
| –   | Áed (Aodh mac Choinnich) (kb. 840 – 878)                            | Áed mac Cináeda                    | I. Kenneth fia                                            | 877–878.     | Rex Pictorum („a piktek királya”)                                  | –                                   |
| –   | György (Griogair mac Dhunghail) (kb. 832 – 889 u.)                  | Giric mac Dúngail                  | I. Donald fia                                             | 878–889.     | –                                                                  | Mac Rath, „Szerencsefi”             |
| –   | Eochaid (kb. 853 – 889 u.)                                          | Eochaid mac Run                    | I. Kenneth unokája                                        | 878–889.?    | –                                                                  | –                                   |
|     | II. Donald (Dòmhnall mac Chòiseim) (kb. 862 – 900)                  | Domnall mac Causantín              | I. Konstantin fia                                         | 889–900.     | Rí Alban („Skócia királya”) Rì nan Albannaich („a skótok királya”) | Dásachtach, „Őrült” vagy „Bolond”   |
|     | II. Konstantin (Còiseam mac Aoidh) (kb. 874 – 952)                  | Causantín mac Áeda                 | Aedh fia                                                  | 900–943.     | Rí Alban                                                           | An Midhaise, „Meglett korú”.        |
|     | I. Malcolm (Maol Chaluim mac Dhòmhnaill) (kb. 897 – 954)            | Máel Coluim mac Domnaill           | II. Donald fia                                            | 943–954.     | Rí Alban                                                           | An Bodhbhdercc, „Veszedelmes Vörös” |
|     | Indulf (kb. 927 – 962)                                              | Ildulb mac Causantín               | II. Konstantin fia                                        | 954–962.     | Rí Alban                                                           | An Ionsaighthigh, „Támadó”          |
| –   | Dub (Dub vagy Duff) (Dubh mac Mhaoil Chaluim) (kb. 930 – 967)       | Dub mac Maíl Choluim               | I. Malcolm fia                                            | 962–967.     | Rí Alban                                                           | Dén, „Indulatos”                    |
| –   | Culen (Cailean) (kb. 950 – 971)                                     | Cuilén mac Ilduilb                 | Indulf fia                                                | 967–971.     | Rí Alban                                                           | An Fionn, „Fehér”                   |
| –   | Amlaíb (Amhlaigh)                                                   | Amlaíb mac Ilduilb                 | Indulf fia                                                | 973 k.–977.  | Rí Alban                                                           | –                                   |
|     | II. Kenneth (Coinneach mac Mhaoil Chaluim) (kb. 932 – 995)          | Cináed mac Maíl Choluim            | I. Malcolm fia                                            | 971/977–995. | Rí Alban                                                           | An Fionnghalach, „Testvérgyilkos”   |
|     | III. Konstantin (Còiseam mac Chailein) (971 e. – 997)               | Causantín mac Cuiléin              | Culen fia                                                 | 995–997.     | Rí Alban                                                           | –                                   |
|     | III. Kenneth (Coinneach mac Dhuibh) (kb. 962 – 1005. márc. 25.)     | Cináed mac Duib                    | Dubh fia                                                  | 997–1005.    | Rí Alban                                                           | An Donn, „Főnök”/„Barna”            |
|     | II. Malcolm (Maol Chaluim mac Choinnich) (kb. 954 – 1034. nov. 25.) | Máel Coluim mac Cináeda            | II. Kenneth fia                                           | 1005–1034.   | Rí Alban / Rex Scotiae                                             | Forranach, „Romboló”;               |

* Az Eochaid uralkodására vonatkozó bizonyítékok nem tisztázottak. Lehet, hogy egyáltalán nem is volt király. Ha mégis, akkor Giric társ-uralkodója volt.
Amlaíbra vonatkozóan csak egy olyan forrás ismert, amely 977-es haláláról tudósít és Skócia királyaként említi. Mivel II. Kennethről tudjuk, hogy 971-ben és 972-ben még uralkodott, Amlaíb csak 973 és 977 között gyakorolhatta a hatalmat.
† Eochiad Strathclyde királyának, Runnak volt a fia, az anyja viszont I. Kenneth lánya volt.

### A Dunkeld-ház (1034–1286)
Duncan II. Malcolm leányági unokájaként jutott a trónhoz. Sikereket nélkülöző uralkodás után csatában esett el Macbeth kezétől, aki aztán hosszan és viszonylag sikeresen uralkodott. 1157-ben és 1158-ban a Duncan fia, a későbbi III. Malcolm csaták sorozatát követően legyőzte és megölte Macbethet, valamint mostohafiát, a trónörökös Lulachot, majd bejelentette igényét a királyságra. A családi viszálykodás azonban ezzel nem ért véget, miután Malcolm csatában elesett, testvére, Donald Ban kívánta meg a trónt és kiűzte Malcolm fiait Skóciából. Családon belüli polgárháború tört ki, az egyik oldalt Donald Ban és Malcolm Edmund nevű fia erősítette, míg ellenoldali csapatot Malcolm angol támogatással rendelkező fiai vezették, eleinte a későbbi II. Duncan, majd utóbb Edgar. Edgar lett a győztes, nagybátyját, valamint testvérét kolostorba száműzte. I. Dávid uralkodása után a skót trón öröklését a primogenitúra elve szabályozta, a korona apáról fiúra szállt, illetve – ha ez valamely okból nem volt lehetséges – testvérről testvérre.
| Kép | Uralkodói név                                                                 | Skót gael név               | Helye a dinasztiában                                                         | Uralkodott | Cím                          | Becenév, gúnynév                             |
| --- | ----------------------------------------------------------------------------- | --------------------------- | ---------------------------------------------------------------------------- | ---------- | ---------------------------- | -------------------------------------------- |
|     | I. Duncan (Donnchadh mac Crìonain) (kb. 1001 – 1040. aug. 14.)                | Donnchad mac Crínáin        | II. Malcolm unokája                                                          | 1034–1040. | Rí Alban                     | An t-Ilgarach, „Bosszús” vagy „Beteg”.       |
|     | Macbeth (MacBheatha mac Fhionnlaigh) (kb. 1005 – 1057. aug. 15.)              | Mac Bethad mac Findláich    | Findláech of Moray fia, II. Malcolm unokája és III. Kenneth unokájának férje | 1040–1057. | Rí Alban                     | Rí Deircc, „Vörös Király”                    |
| –   | Lulach (Lughlagh mac Gille Chomghain) (kb. 1032 – 1058. márc. 17.)            | Lulach mac Gille Comgaín    | III. Kenneth dédunokája                                                      | 1057–1058. | Rí Alban                     | Tairbith, „Szerencsétlen” - Fatuus, „Ostoba” |
|     | III. Malcolm (Maol Chaluim mac Dhonnchaidh) (1031. aug. 26. – 1093. nov. 13.) | Máel Coluim mac Donnchada   | I. Duncan fia                                                                | 1058–1093. | Rí Alban/ Scottorum basileus | ? Cenn Mór („Canmore”) „Nagy Vezér”          |
|     | III. Donald (Dòmhnall mac Dhonnchaidh) (kb. 1033 – 1099)                      | Domnall mac Donnchada       | I. Duncan fia                                                                | 1093–1097. | Rí Alban                     | Bán, „Tisztességes”.                         |
|     | II. Duncan (Donnchadh mac Mhaoil Chaluim) (1060 e. – 1094. nov. 12.)          | Donnchad mac Maíl Choluim   | III. Malcolm fia                                                             | 1094.      | Rí Alban/ Rex Scottorum      |                                              |
|     | Edgár (Eagar mac Mhaoil Chaluim) (kb. 1074 – 1107. jan. 8.)                   | Étgar mac Maíl Choluim      | III. Malcolm                                                                 | 1097–1107. | Rí Alban/ Rex Scottorum      | Probus, „Bátor”                              |
|     | I. Sándor (Alasdair mac Mhaoil Chaluim) (kb. 1077/1078 – 1124. ápr. 23.)      | Alaxandair mac Maíl Choluim | III. Malcolm fia                                                             | 1107–1124. | Rí Alban/ Rex Scottorum      | „Indulatos”                                  |
|     | I. Dávid (Dàibhidh mac Mhaoil Chaluim) (kb. 1084 – 1153. máj. 24.)            | Dabíd mac Maíl Choluim      | III. Malcolm fia                                                             | 1124–1153. | Rí Alban/ Rex Scottorum      | „Szent”                                      |
|     | IV. Malcolm (Maol Chaluim mac Eanraig) (1141. ápr./máj. – 1165. dec. 9.)      | Máel Coluim mac Eanric      | I. Dávid unokája                                                             | 1153–1165. | Rí Alban/ Rex Scottorum      | Virgo „Szűz” - Cenn Mór, „Nagy Vezér”        |
|     | I.Vilmos (Uilleam mac Eanraig) (kb. 1143 – 1214. dec. 4.)                     | Uilliam mac Eanric          | I. Dávid unokája                                                             | 1165–1214. | Rí Alban/ Rex Scottorum      | „Oroszlán” - Garbh, „Goromba”                |
|     | II. Sándor (Alasdair mac Uilleim) (1198. aug. 24. – 1249. júl. 6.)            | Alaxandair mac Uilliam      | I. Vilmos fia                                                                | 1214–1249. | Rí Alban/ Rex Scottorum      |                                              |
|     | III. Sándor (Alasdair mac Alasdair) (1241. szept. 4. – 1286. márc. 19.)       | Alaxandair mac Alaxandair   | II. Sándor fia                                                               | 1249–1286. | Rí Alban/ Rex Scottorum      |                                              |

### Yngling-ház (1286–1290)
Az utolsó Dunkeld-házi király III. Sándor volt. Felesége két fiúval és egy lánnyal ajándékozta meg, azonban 1286-ra mindkét fia meghalt, lánya, Margaret pedig csak egyetlen lányt szült férjének, II. Erik norvég királynak, mielőtt maga is elhunyt. Sándor újra megházasodott, azonban 1286 elején egy szerencsétlen lovasbalesetben ő is meghalt. Felesége, Yolande of Dreux állapotos volt, azonban nem hozott világra élő gyermeket. Az 1290-es salisburyi egyezmény alapján a Skócia Őrzői nevű testület királynőnek ismerte el III. Sándor unokáját, Norvégiai Margitot. Margit 1290 őszéig apja királyságában, Norvégiában maradt, ám ekkor elindult Skócia felé. Útközben azonban az Orkney-szigeteken elhunyt, így soha nem tette lábát Skócia földjére, fejére pedig nem került a korona. Ugyanakkor mégsem tekintik ezt az időszakot interregnumnak, hiszen még amúgy is kiskorú volt, és egyébként is régensek uralkodtak volna a nevében, tehát ebből a szempontból az uralkodása nem volt névleges.
| Kép | Név                        | Helye a dinasztiában | Született  | Uralkodás kezdete                                                                   | Megkoronázva       | Uralkodás vége                  | Meghalt                         |
| --- | -------------------------- | -------------------- | ---------- | ----------------------------------------------------------------------------------- | ------------------ | ------------------------------- | ------------------------------- |
|     | I. Margit a norvég hajadon | III. Sándor unokája  | 1283 eleje | 1286. november 25. a távollétében és kiskorúsága miatt régensek uralkodtak helyette | nem koronázták meg | 1290. szeptember 26. (7 évesen) | 1290. szeptember 26. (7 évesen) |

### A Balliol-ház (1292–1296)
Norvégiai Margit elhunytát követően valóban kétéves interregnum vette kezdetét Skóciában, mely utódlási válságot eredményezett, mikor nem tudtak megegyezni az új király személyében. Halálával kihalt I. Vilmos családfája és elsőszülötti jogon sem akadt megfelelő örökös. A trónra tizenhárom önjelölt pályázott, köztük a legesélyesebb John de Balliol volt, I. Vilmos öccsének, David of Huttingdonnak a dédunokája, valamint Robert de Brus, Annandale ura, David of Huttingdon unokája. A skót főurak I. Eduárd angol királyt kérték fel arra, hogy döntsön a jelentkezők között. Az angol király vállalta a feladatot, azonban a skótoknak esküvel kellett megerősíteniük, hogy elismerik őt legfőbb uruknak. A döntés John de Balliolnak kedvezett, ő azonban gyengének és alkalmatlannak bizonyult, így 1296-ban le kellett mondania I. Eduárd javára, aki aztán megkísérelte bekebelezni Skóciát az Angol Királyságba.
| Kép | Név                                              | Helye a dinasztiában                             | Született | Uralkodás kezdete  | Megkoronázva       | Uralkodás vége                        | Meghalt                            |
| --- | ------------------------------------------------ | ------------------------------------------------ | --------- | ------------------ | ------------------ | ------------------------------------- | ---------------------------------- |
|     | János Toom Tabard („Üres palást”) (Iain Balliol) | David of Huntingdon (I. Vilmos öccse) dédunokája | kb. 1249  | 1292. november 17. | 1292. november 30. | 1296. július 10. I. Eduárd lemondatta | 1314. november 25. (kb. 65 évesen) |
|     | Eduárd                                           | János fia                                        | kb. 1281  | 1332 szeptembere   | ?                  | 1336                                  | 1364 januárja (kb. 83 évesen)      |

### A Bruce-ház (1306–1371)
Tíz évig nem volt saját királya Skóciának. A skótok azonban nemigen tűrték az angol uralmat. Először William Wallace majd – miután őt kivégezték – Robert the Bruce (az 1292-es trónkövetelő unokája) fogott fegyvert az angolok ellen. Bruce és támogatói megölték a trónra ugyancsak áhítozó III. Comyn Jánost, Badenoch urát Dumfriesben, a ferences barátok templomában 1306. február 10-én, majd nem sokkal ezután Bruce-t Skócia királyává koronázták. Hallatlan energiája, majd hozzá hasonlóan erőteljes I. Eduárd felváltása lényegesen gyengébb fiával, II. Eduárddal lehetővé tette a skótoknak, hogy megszabaduljanak az angol igából. Az 1314-es bannockburni csata után a győztes skótok még Angliába is benyomultak és 1329-ben az angolok kénytelenek voltak szerződésben szentesíteni Skócia függetlenségét. Bruce fia, II. Dávid még gyermek volt, mikor a trónra lépett. Az angolok felújították a skótok elleni háborút, Dávidot pedig menekülni kényszerítette a birodalomból Edward Balliol, Balliol János király fia, aki megpróbálta megszerezni magának a skót trónt és odaajándékozta az angoloknak Skócia déli megyéit, mielőtt őt magát is elüldözték Bruce-ék támogatói. Dávid élete nagy részét számkivetésben töltötte, eleinte szövetségeseivel együtt, szabadon, Franciaországban, majd bebörtönözve, Angliában. Skóciába csak 1357-ben tudott visszatérni. Mivel gyermeke nem volt, 1371-ben bekövetkezett halála egyben a Bruce-dinasztia végét is jelentette.
| Kép | Név                             | Helye a dinasztiában                            | Született        | Uralkodás kezdete | Megkoronázva      | Uralkodás vége                | Meghalt                       |
| --- | ------------------------------- | ----------------------------------------------- | ---------------- | ----------------- | ----------------- | ----------------------------- | ----------------------------- |
|     | I. Róbert Jó (Roibert a Briuis) | David of Huntingdon (I. Vilmos öccse) ükunokája | 1274. július 11. | 1306. március 25. | 1306. március 25. | 1329. június 7. (54 évesen)   | 1329. június 7. (54 évesen)   |
|     | II. Dávid (Dàibhidh Bruis)      | I. Róbert fia                                   | 1324. március 5. | 1329. június 7.   | 1331. november    | 1371. február 22. (46 évesen) | 1371. február 22. (46 évesen) |

### A Stewart/Stuart-ház

#### A Stewartok (1371–1567)
Stewart Róbert I. Róbert unokája volt, ez utóbbi lányának, Marjorie-nek az ágán. Mivel 1316-ban született, idősebb volt, mint nagybátyja, II. Dávid. Ebből következően már meglett korban volt, mikor a trónt megörökölte, így aztán kevés eréllyel tudott uralkodni. Fia, III. Róbert sem mutatott sokkal több erőt, őt egy lovasbalesetben szenvedett sérülés hátráltatta. E két királyt régensek sora követte, mivel a trónt öröklők egyre-másra gyerekkorúak voltak. A Stewartok korát leginkább a királyi tehetetlenség jellemezte, mely alatt hol a nemesek bitorolták a koronát illető hatalmat, hol az egyszemélyes uralkodók próbálták megoldani a saját királyi gyerekkorukból származó, vagy elődeik uralkodásából következő nehézségeket. Skócia kormányzása folyvást gyarapodó gondokkal járt, ugyanis az erősödő nemesség egyre elégedtenebbé vált. I. Jakab arra irányuló kísérletei, hogy megoldja a szaporodó nehézségeket, azzal értek csúfos véget, hogy megölték, III. Jakab egy olyan polgárháborúban vesztette életét, mely közte és a saját fia által vezetett nemesség között dúlt, míg IV. Jakab, aki szigorú volt és megpróbálta megrendszabályozni az arisztokráciát, elesett a floddeni csatában, felesége, Tudor Margit, aki fiúk, az ifjú V. Jakab helyett kívánt régensként kormányozni, nemesek közötti viszálykodásba bukott bele, V. Jakab felesége, Guise Mária azzal irányította sikeresen Stuart Mária régenseként Skóciát, hogy megosztotta és meghódította a pártütő nemeseket, bő kézzel osztogatva köztük a kenőpénzt, végül maga Stuart Mária is – aki II. Róbert utolsó közvetlen leszármazottja volt – rá kellett jöjjön, hogy képtelen a Skócia feletti országlásra a főnemesek gorombasága és a lakosság hajthatatlansága ellenében, akik kálvinizmust favorizálták és nem fogadták el az ő katolikusságát, mígnem kénytelen volt lemondani és Angliába menekülni, ahol végül kivégezték I. Erzsébet elleni összeesküvésért. Távozása után fia – akinek apja a Stewart család egyik ifjú tagja volt – lépett a trónra.
| Kép | Név                                                                                             | Helye a dinasztiában | Született           | Uralkodás kezdete   | Megkoronázva         | Uralkodás vége                  | Meghalt                         |
| --- | ----------------------------------------------------------------------------------------------- | -------------------- | ------------------- | ------------------- | -------------------- | ------------------------------- | ------------------------------- |
|     | II. Róbert a Steward, (Roibert II Sdíbhard)                                                     | I. Róbert unokája    | 1316. március 2.    | 1371. február 22.   | 1371. március 26.    | 1390. április 19. (74 évesen)   | 1390. április 19. (74 évesen)   |
|     | III. Róbert (született John Stewart) a Nyomorék király (Roibert III Sdíbhard, An Righ Bhacaigh) | II. Róbert fia       | 1337. augusztus 14. | 1390. április 19.   | 1390. augusztus 14.  | 1406. április 4. (68 évesen)    | 1406. április 4. (68 évesen)    |
|     | I. Jakab, (Seumas I Stiùbhairt)                                                                 | III. Róbert fia      | 1394. december 10.  | 1406. április 4.    | 1424. május 2/21.    | 1437. február 21. (42 évesen)   | 1437. február 21. (42 évesen)   |
|     | II. Jakab Tüzes képű, (Seumas II Stiùbhairt)                                                    | I. Jakab fia         | 1430. október 16.   | 1437. február 21.   | 1437.                | 1460. augusztus 3. (29 évesen)  | 1460. augusztus 3. (29 évesen)  |
|     | III. Jakab, (Seumas III Stiùbhairt)                                                             | II. Jakab fia        | 1451. július 10.    | 1460. augusztus 3.  | 1460. augusztus 10.  | 1488. június 11. (36 évesen)    | 1488. június 11. (36 évesen)    |
|     | IV. Jakab, (Seumas IV Stiùbhairt)                                                               | III. Jakab fia       | 1473. március 17.   | 1488. június 11.    | 1488. június 24.     | 1513. szeptember 9. (40 évesen) | 1513. szeptember 9. (40 évesen) |
|     | V. Jakab, (Seumas V Stiùbhairt)                                                                 | IV. Jakab fia        | 1512. április 15.   | 1513. szeptember 9. | 1513. szeptember 21. | 1542. december 14. (30 évesen)  | 1542. december 14. (30 évesen)  |
|     | I. Mária (Mairi Stiùbhairt)                                                                     | V. Jakab lánya       | 1542. december 8.   | 1542. december 14.  | 1543. szeptember 9.  | 1567. július 24.                | 1587. február 8. (44 évesen)    |

#### A Stuartok (1567–1651)
A lennox-i Stewartok a Stewart család fiatalabb ágához tartoztak, nem is tartoztak II. Róbert közvetlen leszármazottai közé. Régebben, a franciákkal kötött szövetség idjén vették fel vezetéknevük franciás változatát, a Stuart-ot. Így aztán, miután Darnley ura, Stuart Henrik házasságot kötött Mária királynővel, fiuk, az első Lennox-ági király Stuartként uralkodott.
VI. Jakab I. Jakabként Angliát és Írországot is uralta unokatestvére, I. Erzsébet halála után. Így aztán – bár Anglia és Skócia koronája egymástól független maradt – a monarchia alapját főleg Anglia jelentette.
Jakab fia, I. Károly, 8 évig húzódó polgárháborúval találta szembe magát, míg végül kivégezték. Az angol parlament kinyilvánította a monarchia végét, a skótok azonban – némi mérlegelés után – megszakították a kapcsolatokat az angolokkal és I. Károly fiát és örökösét tették meg uralkodójukká. Ő 1651-ig uralkodott, ekkor Cromwell Oliver csapatai elfoglalták Skóciát és száműzetésbe kényszerítették.
| Kép | Név                                                                        | Helye a dinasztiában                  | Született          | Uralkodás kezdete | Megkoronázva     | Uralkodás vége                          | Meghalt                                 |
| --- | -------------------------------------------------------------------------- | ------------------------------------- | ------------------ | ----------------- | ---------------- | --------------------------------------- | --------------------------------------- |
|     | VI. Jakab (egyben Anglia és Írország királya is) (Seumas VI Stiùbhairt)    | Stuart Mária és Henry Stuart gyermeke | 1566. június 19.   | 1567. július 24.  | 1567. július 29. | 1625. március 27. (58 évesen)           | 1625. március 27. (58 évesen)           |
|     | I. Károly (egyben Anglia és Írország királya is) (Teàrlach I Stiùbhairt)   | VI. Jakab fia                         | 1600. november 19. | 1625. március 27  | 1633. június 8.  | 1649. január 30. kivégezték (48 évesen) | 1649. január 30. kivégezték (48 évesen) |
|     | II. Károly (egyben Anglia és Írország királya is) (Teàrlach II Stiùbhairt) | I. Károly fia                         | 1630. május 29.    | 1649. január 30.  | 1651. január 1.  | 1651. a hódítók elmozdították           | 1685. február 6. (54 évesen)            |

### Az angol köztársaság függésében
1652-ben, II. Károly menekülése után, az angol parlament elfogadta az egyesülésről szóló törvényt, melynek értelmében megszűnt a Skót Királyság és Skóciát bekebelezték az Angol Köztársaságba (Commonwealth of England). Skócia egészen 1660-ig nem is nyerte vissza függetlenségét, ekkor azonban megtörtént II. Károly restaurációja és helyreállt a Koronák Uniójának nevezett régi rendszer. Addig azonban Skóciát közvetlenül Angliából kormányozták, előbb Oliver Cromwell, majd pedig fia, Richard. Címük lordprotektor volt, azonban gyakorlatilag uralkodókként irányították az országot.
| Kép | Név                                                              | Helye a dinasztiában | Született         | Uralkodás kezdete   | Megkoronázva | Uralkodás vége                        | Meghalt                         |
| --- | ---------------------------------------------------------------- | -------------------- | ----------------- | ------------------- | ------------ | ------------------------------------- | ------------------------------- |
|     | Oliver Cromwell, az Államszövetség lordprotektora                | N/A                  | 1599. április 19. | 1653. december 16.  | N/A          | 1658. szeptember 3. (59 évesen)       | 1658. szeptember 3. (59 évesen) |
|     | Richard Cromwell (Rozoga Dick), az Államszövetség lordprotektora | Oliver Cromwell fia  | 1626. október 4.  | 1658. szeptember 3. | N/A          | 1659. május 25. hivatalosan lemondott | 1712. július 12. (85 évesen)    |

### A Stuart-ház (restauráció után) (1660–1707)
A királyság visszaállítását követően ismét a Stuartok lettek Skócia uralkodói. A skótok jogait azonban nem tartották tiszteletben, a skót parlamentet II. Károly uralkodása alatt feloszlatták és testvérét, Jakabot Skócia kormányzójává nevezték ki. Jakab aztán 1685-ben VII. Jakab néven király lett, katolikusságát azonban nem tudták elviselni és három év elteltével száműzték Angliából. Helyére lánya, Mária került, valamint férje, Orániai Vilmos, a Holland Köztársaság feje. A skót parlament némi töprengés után királlyá nyilvánította őket és együtt uralkodtak II. Vilmos és II. Mária néven.
Skócia az úgynevezett Darien-terv alapján megpróbált létrehozni egy gyarmatbirodalmat, mely döntően Panamára épült volna, az elképzelés azonban megbukott és a skót állam gazdaságilag tönkrement. A kísérlet időben egybeesett Anna királynőnek, VII. Jakab lányának trónra lépésével. Annának több gyermeke is született, azonban egyik sem élte őt túl, halálakor legközelebbi örököse féltestvére, Jakab volt, aki Franciaországban élt, száműzetésben. Az angolok a Hannover-házból való, protestáns Zsófiát szánták uralkodónak, míg a skótok Jakab herceget favorizálták, aki Stuart lévén, skót származású volt és fennállt az esélye annak, hogy véget vet a koronák uniójának. Az unió megmentése érdekében az angolok kifőztek egy tervet, mely szerint a két királyságot, Angliát és Skóciát egyetlen királyságba kéne összevonni, Nagy-Britannia név alatt, egyetlen parlamenttel és egyetlen – közös – uralkodóval. Ebbe mindkét nemzeti parlament belement (a skótok azonban vonakodva, elsősorban a rossz pénzügyi helyzet miatt mondtak igent). Így aztán a skót királyság egyesült Angliával és megszűnt létezni. Az uralkodók ezt követően Nagy-Britannia, majd az Egyesült Királyság királyaiként kormányozták a skót nemzetet.
| Kép | Név                                                                                            | Helye a dinasztiában               | Született          | Uralkodás kezdete                          | Megkoronázva    | Uralkodás vége                           | Meghalt                          |
| --- | ---------------------------------------------------------------------------------------------- | ---------------------------------- | ------------------ | ------------------------------------------ | --------------- | ---------------------------------------- | -------------------------------- |
|     | II. Károly (restauráció) (Teàrlach II Stiùbhairt)                                              | I. Károly fia                      | 1630. május 29.    | 1660. május 29. visszahelyezve a hatalomba | 1651. január 1. | 1685. február 6. (54 évesen)             | 1685. február 6. (54 évesen)     |
|     | VII. Jakab (II. Jakabként Anglia és Írország királya is) (Seumas VII Stiùbhairt)               | I. Károly fia                      | 1633. október 14.  | 1685. február 6.                           |                 | 1689. április 11.                        | 1701. szeptember 16. (67 évesen) |
|     | II. Mária (II. Máriaként Anglia és Írország királya is) (Mairi II Stiùbhairt)                  | VII. Jakab lánya                   | 1662. április 30.  | 1689. április 11. II. Vilmossal            |                 | 1694. december 28. (32 évesen)           | 1694. december 28. (32 évesen)   |
|     | II. Vilmos, (III. Vilmosként Anglia és Írország királya is) (Uilleam Orains, „Orániai Vilmos”) | I. Károly unokája, II. Mária férje | 1650. november 14. | 1689. április 11. 1694-ig II. Máriával     |                 | 1702. március 8. (51 évesen)             | 1702. március 8. (51 évesen)     |
|     | Anna (Anglia és Írország királya is) (Anna Stiùbhairt)                                         | VII. Jakab lánya                   | 1665. február 6.   | 1702. március 8.                           |                 | 1707. május 1. Nagy-Britannia létrejötte | 1714. augusztus 1. (49 évesen)   |

1707 utánra vonatkozóan a skót király vagy skót királynő kifejezések használata helytelen. Az ezt követő időszak uralkodóit a brit uralkodókat tartalmazó szócikkben kell keresni.

## Jakobita trónigénylők
VII. Jakab 1701-ig, haláláig fenntartotta igényét Skócia, Anglia és Írország trónjára. Ezt követően fia kiáltotta ki magát VIII. Jakabként Skócia, III. Jakabként Anglia és Írország királyának. A trónokat egészen haláláig követelte, annak ellenére, hogy közben Anglia és Skócia is megszűnt és létrejött az egységes Nagy-Britannia. Egy évvel azután, hogy nővére, Anna királynő meghalt és unokatestvérük Hanover György lett az uralkodó, Jakab partra szállt Skóciában és bejelentette igényét a trónra. Kísérlete balul ütött ki, visszaűzték a kontinensre. A második próbálkozást 1745-ben fia, Károly követte el, ez ugyancsak dicstelen véget ért. Mivel Jakab gyermekei utódok nélkül haltak meg, a Stuartok családfája kihalt.
- VIII. Jakab (Seumas VIII), más néven The Old Pretender (az Idősb Trónigénylő), VII. Jakab fia, 1701-től 1766-os haláláig követelte a trónt.
- III. Károly (Teàrlach III), más néven The Young Pretender (az Ifjabb Trónigénylő), ismertebb nevén Bonnie Prince Charlie (Csinos Károly herceg), VIII. Jakab fia, apja halálától saját elhunytáig, 1788-ig volt trónkövetelő.
- I. Henrik (Eanraig I), III. Károly testvére, VIII. Jakab fiatalabb gyermeke. 1807-ben utód nélkül halt meg.

1807 után a jakobita igények átszálltak először a Savoyai-házra (1807–1840), majd ezt követően a Habsburg-Lotaringiai-ház modenai ágára (1840–1919), végül pedig a bajor uralkodóházra (1919 óta). A jelenlegi örökös Ferenc bajor herceg. 1807 óta sem ő, sem felmenői nem jelentettek be skót trónigényt.

## Más trónkövetelők
- Idi Amin, Uganda elnöke 1971–1979 között, 1975-ben nyilvánította magát skót királlyá. 2003-ban száműzetésben halt meg.
- Michel Roger Lafosse 1979-ben jelentette be, hogy ő Albany hercege és a skót trón várományosa.

## Az egyesülési törvény
Az 1706–1707-es egyesülési törvény (Acts of Union) tulajdonképpen két törvény volt, melyeket az angol parlament, valamint a skót parlament fogadott el 1706-ban és 1707-ben. Ezt követően lépett hatályba az 1706. július 22-én aláírt egyesülési szerződés (Treaty of Union). Ennek értelmében megszűnt létezni mind az Angol Királyság, mind a Skót Királyság, és helyükbe lépett Nagy-Britannia Egyesült Királysága.
Skócia és Anglia 1603 – a koronák egyesítése – óta ugyanazon az uralkodón osztozott. Bár az ezt szabályozó törvény a koronák egyesítéséről beszél, valójában a két különálló királyság koronái osztoztak ugyanazon királyi fejen. Három arra vonatkozó kísérlet is hamvába holt (1606-ban, 1667-ben és 1689-ben), hogy a királyságokat parlamenti aktussal egyesítsék, míg végül az elképzelés a 18. század elején találkozott mindkét politikai testület akaratával (még ha népeikével nem is), így a két állam egyugyanazon parlament és uralkodó fennhatósága alá került.

## Fordítás
- Ez a szócikk részben vagy egészben  a   List of Scottish monarchs című angol Wikipédia-szócikk ezen változatának fordításán alapul.  Az eredeti cikk szerkesztőit annak laptörténete sorolja fel. Ez a jelzés csupán a megfogalmazás eredetét és a szerzői jogokat jelzi, nem szolgál a cikkben szereplő információk forrásmegjelöléseként.